# باب كوشك (غلزار بردسير)
باب کوشك (بالفارسية: باب کوشک) هي قرية تقع في إيران في البلدة المركزية.